# Nicomachean Ethics
Nicomachean Ethics (/ˌnɪkoʊˈmækiən/; tiếng Hy Lạp cổ: Ἠθικὰ Νικομάχεια, Ēthika Nikomacheia) là tên thường được đặt cho tác phẩm nổi tiếng nhất của Aristotle về đạo đức. Tác phẩm, đóng một vai trò tiên quyết trong việc xác định đạo đức Aristote, bộ sách bao gồm mười cuốn riêng biệt và được dựa trên các ghi chú từ các bài giảng của ông tại Lyceum. Tiêu đề chỉ con trai của ông, Nicomachus, người duy nhất được phép chỉnh sửa bộ sách. Ngoài ra, bộ sách có thể được dành riêng cho cha của Aristotle, người còn được gọi là Nicomachus.

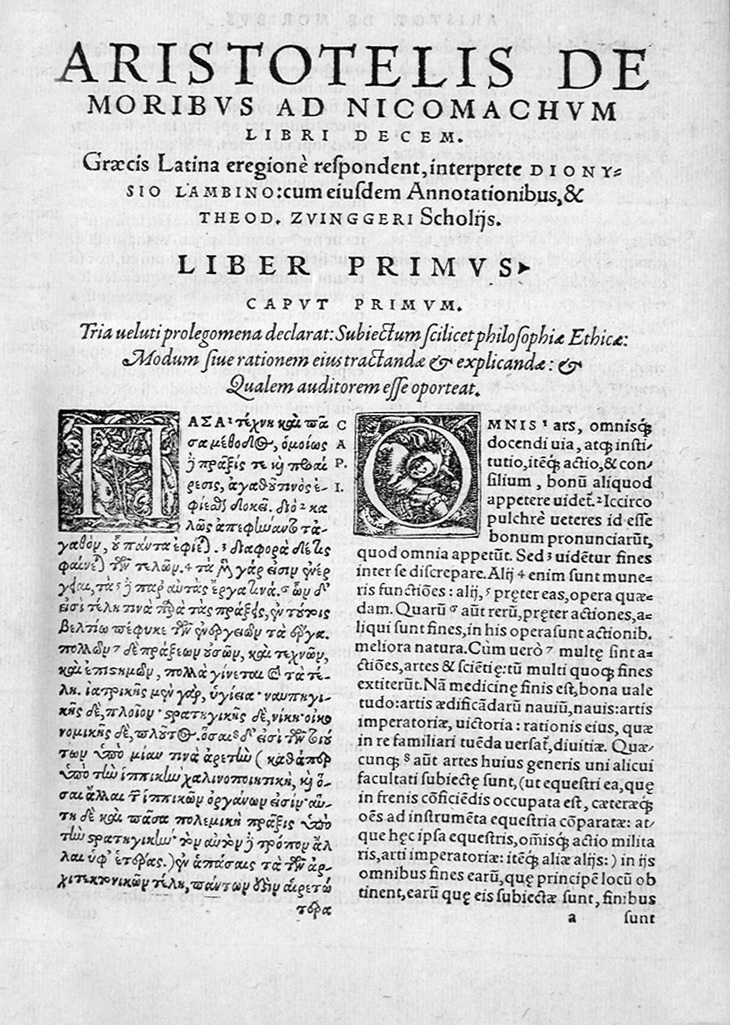
Trang đầu tiên của phiên bản năm 1566 của Đạo đức Nic gastean bằng tiếng Hy Lạp và tiếng Latin

Chủ đề của tác phẩm là một dạng câu hỏi Socrates được khám phá trước đây trong các tác phẩm của Plato về cách người đàn ông nên sống tốt nhất. Trong tác phẩm Siêu hình học của mình, Aristotle đã mô tả cách Socrates, người bằng hữu và thầy của Plato, đã biến triết học thành các vấn đề của nhân loại, trong khi triết học trước Socrates chỉ là lý thuyết. Đạo đức được bàn luận trong tác phẩm thiên về tính thực hành hơn là lý thuyết. Nói cách khác, nó không chỉ là một suy ngẫm về cuộc sống tốt, mà nhắm đến việc tạo ra một cuộc sống tốt. Do đó, nó được kết nối với kiệt tác thực dụng khác của Aristotle, tác phẩm Chính trị, cũng cùng chung mục đích. Đạo đức bàn về cách một con người nên sống sao cho tốt nhất, trong khi nghiên cứu về chính trị là từ góc nhìn của một người lập pháp, nhìn vào lợi ích chung của cộng đồng.
Cuốn sách Đạo đức Nicomachean được coi là một trong những tác phẩm triết học lịch sử có tác động hệ trọng nhất đến thời Trung cổ châu Âu, trở thành một trong những tác phẩm cốt lõi của triết học thời trung cổ. Do đó, nó gián tiếp trở nên quan trọng trong sự phát triển của tất cả các triết học hiện đại cũng như luật pháp và thần học châu Âu. Nhiều phần của Đạo đức Nicomachean nổi tiếng theo cách riêng của họ, trong các lĩnh vực khác nhau. Vào thời trung cổ, sự tổng hợp giữa đạo đức Aristote và thần học Kitô giáo đã trở nên phổ biến ở châu Âu và được giới thiệu bởi Albertus Magnus. Trong khi các nhà triết học khác đã ảnh hưởng đến Christendom từ thời kỳ nguyên thủy, thì ở Tây Âu Aristotle đã trở thành "triết gia". Phiên bản quan trọng nhất được soạn ra bởi Thomas Aquinas. Những người theo thuyết Aristote " Averroist " khác như Marsilius of Padua có ảnh hưởng và cũng có những tai tiếng. (Marsilius là ví dụ đôi khi được cho là đã ảnh hưởng đến nhà cải cách chính trị người Anh gây tranh cãi Thomas Cromwell.)
Một giai đoạn quan trọng trong lịch sử ảnh hưởng của tác phẩm này là vào cuối thời Trung cổ, và đến thời đầu hiện đại, khi một số tác giả như Francis Bacon và Thomas Hobbes lập luận mạnh mẽ và giành được phần lớn thành công rằng truyền thống Aristoteles thời trung cổ trong tư duy thực tiễn đã trở thành một trở ngại lớn cho triết học trong thời đại của họ. Tuy nhiên, trong các thế hệ gần đây, các tác phẩm gốc của Aristotle một lần nữa trở thành một hệ ý thức quan trọng. Các tác giả gần đây chịu ảnh hưởng của tác phẩm này bao gồm Alasdair MacIntyre, Hans-Georg Gadamer, Martha Nussbaum và Avital Ronell.

## Tóm tắt
Nhà triết học đầu tiên viết các chuyên luận về đạo đức, Aristotle lập luận rằng cách tiếp cận đúng đắn để nghiên cứu các chủ đề gây tranh cãi như Đạo đức hay Chính trị, là phải luận về những gì đẹp hoặc những gì công bằng, là bắt đầu với những gì sẽ được mọi người đồng ý là đúng và có thể trải nghiệm từ thực tiễn, và từ đó đạt được trí tuệ cao hơn.
Theo cách tiếp cận này, Aristotle bắt đầu bằng cách nói rằng lợi ích cao qúy nhất cho con người, mục đích cao cả nhất của mọi suy nghĩ thực tiễn của nhân loại, là hạnh phúc eudaimonia, một từ Hy Lạp thường được dịch là hạnh phúc. Aristotle lần lượt lập luận rằng hạnh phúc có thể được hiểu như một hoạt động liên tục và ổn định năng động của tinh thần, một cách hiện hữu trong hành động (energeia), thích hợp đặc biệt cho  " linh hồn " của con người (psuchē), ở trạng thái "tuyệt đỉnh" hay chí đức (dịch đức Arete trong tiếng Hy Lạp). Nếu có một vài đức tính thì những điều tốt nhất và đầy đủ nhất hoặc hoàn hảo nhất trong số chúng sẽ là điều hạnh phúc nhất. Một con người xuất sắc sẽ là một người sống tốt và sống đẹp (kalos). Aristotle nói rằng một người như vậy cũng sẽ là một con người nghiêm túc (spoudaios), theo cùng nghĩa "nghiêm trọng" mà người ta dùng để phân biệt với người chơi nhạc nghiêm túc và người chơi nhạc cho vui. Ông cũng khẳng định như một phần của điểm khởi đầu này rằng đức tính đối với con người phải liên quan đến lý trí trong suy nghĩ và lời nói (logo), vì đây là một khía cạnh (ergon, nghĩa đen là một nhiệm vụ hoặc công việc) của cuộc sống con người.
Từ điểm này, Aristotle bàn sâu hơn về đạo đức là gì. Đạo đức Aristoteles mô tả cách để tạo ra một nhân cách chí đức (ethikē aretē), từ đó tạo nên một cuộc sống hạnh phúc. Ông mô tả một chuỗi các bước cần thiết để đạt được điều này: Đầu tiên, hành động đúng đắn dưới sự chỉ dạy của thầy, điều này cho phép thói quen đúng đắn. Sau khi đạt được thói quen đúng đắn, các nhân cách tốt và ổn định dần phát triển và trở thành cơ hội cho trạng thái hạnh phúc eudaimonia  biểu lộ. Nhân cách ở đây dịch là Ethos trong tiếng Hy Lạp, liên quan đến từ hiện đại như đạo đức, đạo đức và đặc tính. Tuy nhiên Aristotle không đánh đồng nhân cách với thói quen (ethos trong tiếng Hy Lạp, với một chữ "e" ngắn) vì tính cách thực sự liên quan đến sự lựa chọn có ý thức, không giống như thói quen. Thay vì là thói quen, nhân cách như một hình lục giác giống với sức khỏe hoặc kiến thức, có nghĩa là nó là một định hướng ổn định phải được theo đuổi và duy trì với nhiều nỗ lực. Tuy nhiên, những thói quen tốt được mô tả như một điều kiện tiên quyết cho nhân cách tốt.
Aristotle sau đó chuyển sang các ví dụ, xem xét một số trường hợp cụ thể mà dân gian cho là đáng chê trách hoặc tôn sùng. Ông mô tả các loại tôn sùng cao nhất, cũng là những đạo đức tối cao, từ đó luận ra rằng chí đức là khi có tất cả các đức tính của nhân cách cùng một lúc, và những điều này không chỉ ám chỉ tính cách tốt, mà còn là một loại trí tuệ. Bốn đức tính mà ông đòi hỏi phải sở hữu các đức tính cùng nhau là:
- Là "linh hồn vĩ đại" (hào hùng), đức tính mà một người nào đó sẽ thực sự xứng đáng với sự tôn sùng tối cao và có thái độ đúng đắn đối với danh dự này. Đây là trường hợp đầu tiên được đề cập, và nó được đề cập trong cuộc thảo luận ban đầu về các ví dụ thực tế về đức tính và tật xấu tại Sách 1123b IV.[9]
- Loại công lý hoặc sự công bằng của một người cai trị tốt trong một cộng đồng tốt sau đó được đưa ra một mô tả tương tự, trong cuộc thảo luận đặc biệt về đức tính (hoặc đức tính) của công lý tại 1129b trong Quyển V.[10]
- Phronesis hoặc phán đoán thực tế được chỉ ra bởi các nhà lãnh đạo giỏi là cái tiếp theo được đề cập theo phương cách này ở mức 1144b trong quyển VI.[11]
- Đức tính của việc trở thành một người bằng hữu tốt thực sự là ví dụ cuối cùng ở 1157a trong Quyển VIII.[12]

(Trong Eudemian Đạo đức (Sách VIII, chương 3) Aristotle cũng sử dụng từ " kalokagathia ", sự quý tộc của con người (kalokagathos), để mô tả khái niệm đức tính chứa tất cả các chân lý đạo đức.)
Phong cách này cấu trúc nên một bức tranh mà trong đó những đức tính đáng khen ngợi ở dạng cao nhất của chúng trở nên rõ ràng, ngay cả những đức tính như lòng can đảm, dường như đòi hỏi đức tính trí tuệ nằm trong nó, đó là một chủ đề thảo luận mà Aristotle chọn để liên hệ trong Nicomachean Ethics với Socrates, và điều đó cũng được tìm thấy trong các cuộc đối thoại Socrates của Plato. Aristotle cũng tự mình làm điều này, và mặc dù ông tuyên bố sẽ làm việc khác với Plato bằng cách cố gắng bắt đầu với những gì mà những người được nuôi dạy tốt sẽ đồng ý, trong sách VII Aristotle cuối cùng đã cho rằng đạo đức cao nhất của con người là không thực tế, mà chỉ có thể là trí tuệ chiêm nghiệm (theōria 1177a). Nhưng đạt được điều kiện tối cao này không thể tách rời khỏi việc đạt được tất cả các đức tính của nhân vật chí đức, hay "các đức tính đạo đức".
Cách Aristotle phác họa những điều tốt đẹp nhất cho con người liên quan đến cả hai khía cạnh thực tiễn và lý thuyết, cả hai tổng hòa lẫn nhau, cũng theo truyền thống của Socrates và Plato, đối lập với triết học tiền Socrates. Như Burger (2008) chỉ ra (p.   212): - " Đạo đức không kết thúc ở đỉnh cao rõ ràng, xác định hạnh phúc hoàn hảo với cuộc sống dành cho các vị thần, thay vào đó, nó tiếp tục đưa ra nhu cầu nghiên cứu về pháp luật, với nền tảng rằng chỉ biết về đức hạnh là không đủ, mà phải vận dụng vào thực tiễn. " Vào cuối cuốn sách, theo Burger, người đọc cẩn thận sẽ tìm được dẫn dắt để hiểu rằng "nhân quả mà chúng ta đang tìm kiếm là những gì chúng ta đã và đang thực hành" trong khi thực thi Đạo đức. (p.   215)

## Sách I
Cuốn sách đầu tiên cố gắng tự xác định cả vấn đề và biện minh cho phương pháp được chọn (trong chương 3, 4, 6 và 7). một phần sách này được Aristotle xem xét các ý kiến chung cùng với ý kiến của các nhà thơ và triết gia.

### Ai nên học đạo đức, và làm thế nào
Liên quan đến việc xác định chính xác vị trí và câu hỏi liệu đạo đức có thể được đối xử một cách khách quan hay không, Aristotle chỉ ra rằng "những điều đẹp đẽ và công bằng, ở góc độ chính trị, xuất hiện nhiều luồng ý kiến bất đồng và mâu thuẫn lớn, vì vậy chúng được cho là chỉ thuộc về sự quy ước của nhân loại hoặc một bộ tộc và không thuộc về thiên nhiên ". Vì lý do này, Aristotle tuyên bố rằng không nên định nghĩa quá chính xác, như các cuộc biểu tình mà chúng ta sẽ yêu cầu từ một nhà toán học, mà là coi người đẹp và sự công bằng là những thứ "chẳng khác nhau là mấy". Chúng ta có thể làm điều này bởi vì con người thường đánh đồng cái đẹp với cái quen biết, nhưng điều này ngụ ý rằng những người trẻ tuổi (trong độ tuổi hoặc tính cách), không có kinh nghiệm, không phù hợp để nghiên cứu về loại chủ đề chính trị này. (vì họ chưa trải nghiệm đủ số trải nghiệm) 
Chương 6 là một lý luận nổi tiếng trong đó Aristotle hỏi về "những người bằng hữu" đã "giới thiệu khái niệm hình thức". Điều này được hiểu là đề cập đến Plato và trường học của ông, nổi tiếng với cái mà ngày nay được gọi là Lý thuyết về hình thức. Aristotle nói rằng trong khi cả "sự thật và bạn của ai đó" đều được yêu mến, "đó là một điều hiếm hoi khi ai đó thổ lộ tấm chân tình". Phần này giải thích tại sao Đạo đức không phải triết học nguyên thủy, có nghĩa rằng khi ta bắt đầu cố gắng bàn luận về "sự tốt đẹp" như đặc tính bao trùm toàn thể mà mọi thứ đều có "nó" trong vòng đời của nó. Aristotle cho rằng trong khi tất cả mọi thứ được gọi là tốt thì lại bằng cách nào đó không có chung tên gọi, đến đây thì ông đề nghị dừng lại và đề xuất rằng câu hỏi này nên được bàn đến chính xác ở ngành triết học khác; ông cũng cho rằng việc thảo luận về cách con người đặc biệt nên hành động thế nào không hữu ích cho lắm, giống như cách các bác sĩ không cần phải thông hiểu và viết ra tất cả triết lý về định nghĩa sức khỏe để điều trị từng trường hợp. Nói cách khác, Aristotle đang nhấn mạnh vào tầm quan trọng của sự khác biệt của ông giữa triết học lý thuyết và thực tiễn, và Nicomachean Ethics là thực tiễn.

### Định nghĩa "Hưng thịnh" (eudaimonia) và sự định hướng của đạo đứcEthics
Luồng thảo luận chính bắt đầu từ phần mở đầu nổi tiếng của Chương 1, với lời khẳng định rằng tất cả các nghệ thuật kỹ thuật, tất cả các cuộc điều tra (mọi phương pháp, bao gồm cả Đạo đức), và bao gồm tất cả các hành động và lựa chọn có chủ ý, tất cả đều nhắm đến điều tốt đẹp ở bên ngoài chúng. Aristotle chỉ ra thực tế rằng nhiều mục tiêu thực sự chỉ là mục tiêu trung gian, và chúng được tạo ra để làm đòn bẩy cho mục tiêu cao hơn dễ dàng đạt được.
Trong chương 2, Aristotle nhấn mạnh rằng trên đời chỉ có một mục tiêu cao nhất, eudaimonia (được dịch theo truyền thống là "hạnh phúc"), và nó phải có đặc điểm giống với những gì chính trị hướng tới, bởi vì những gì tốt nhất cho một cá nhân thì không đẹp bằng (kalos) và thần thánh (theios) bằng những gì tốt cho một dân tộc (ethnos) hoặc thành phố (polis). Các đạo luật chính trị thực tiễn hướng đến những mục tiêu cao cả hơn tất cả những mục tiêu khác, vì vậy mục tiêu chính trị phải là hàng hóa tiên quyết đồng thời là hàng hóa cuối cùng của kinh tế (tanthrōpinon agathon)". Sự tốt đẹp nhân văn là một mục tiêu thực tế, đối lập với lập luận của Plato về sự tốt đẹp là một mục tiêu về chính nó. Ông kết luận Chương 2 của Quyển 1 rằng nói về đạo đức (phương pháp) là "một cách nói về chính trị".
Chương 3 tiếp tục giải thích chi tiết về phương pháp luận. Đạo đức, không giống như một số loại triết học khác, không nên quá  chính xác chắc chắn. Aristotle tin rằng toán học không thể biểu diễn hết thực tiễn, cũng như ngôn từ, nhưng "mỗi người phải biết được chính xác những gì vừa xảy đến với mình".
Chương 4 nói rằng trong khi hầu hết sẽ đồng ý về sự tồn tại của mục tiêu cao cả nhất (eudaimonia), và cũng đánh đồng điều này với cả việc sống tốt và làm tốt mọi thứ, có sự tranh chấp giữa số đông (hoi polloi) và những người "khôn ngoan". Chương 5 phân biệt ba cách sống khác biệt mà những người khác nhau liên kết với hạnh phúc.
- Cách khoái lạc, đó là cách mà đa số mọi người nghĩ về hạnh phúc.
- Cách thức chính trị tinh tế và chủ động, nhằm mục đích tôn vinh, (chính danh dự ngụ ý sự thần thánh cao hơn của những người khôn ngoan, biết và phán xét, và có khả năng tôn vinh những người chính trị).
- Cách suy ngẫm.

Aristotle cũng đề cập đến hai khả năng khác:
- Có đức tính nhưng tĩnh tại, thậm chí chịu đựng tệ nạn và khổ hạnh, trường hợp này không ai thực hành trừ khi họ bảo vệ một giả thuyết. (Như Sachs chỉ ra, đây thực sự là những gì Plato miêu tả Socrates)
- Kiếm tiền, Aristotle khẳng định đây là cuộc sống dựa trên nhu cầu cá nhân (một mục tiêu trung gian) để đạt được mục tiêu cao hơn.

Ba cách sống hạnh phúc trên đều là những cách mà người ta nhắm đến cho riêng cá nhân, giống như việc hạnh phúc thật sự đơn giản vì chính nó (không viện cầu bên ngoài). Nhắc đến danh dự, niềm vui và trí thông minh (nous) và cả mọi đức tính, mặc dù chúng dẫn đến hạnh phúc, nhưng ngay cả khi chúng không hướng tới hạnh phúc, chúng ta vẫn sẽ theo đuổi chúng. (có lẽ vì những đặc tính gi ống với hạnh phúc cũng như các ánh sáng đều giống nhau, và những loài thiêu thân thì không phân biệt được các loại ánh sáng)
Định nghĩa hạnh phúc bao gồm các đức tính, và hạnh phúc tự thân (autarkeia), không phải là sự tự túc của một ẩn sĩ, mà là của một người có gia đình, bạn bè và cộng đồng. Chính điều này làm cho cuộc sống đáng được lựa chọn và tròn đầy. Để mô tả rõ hơn về hạnh phúc là gì, Aristotle đặt ra câu hỏi "công việc (ergon) của con người là gì?". Tất cả các sinh vật sống đều coi dinh dưỡng và tăng trưởng như một công việc, tất cả các loài động vật (theo định nghĩa của động vật Aristotle sử dụng) sẽ coi đó là một phần của công việc của chúng, vậy con người có gì đặc biệt hơn động vật? Câu trả lời là nó phải liên quan đến ngôn từ rõ ràng (logo), bao gồm việc được thuyết phục bằng lý luận và suy tư thông qua đó. Hạnh phúc của con người không chỉ liên quan đến lý trí, mà còn yêu cầu hoạt động tích cực (energeia), không phải hạnh phúc chỉ trong tâm trí. Và nó trải dài cả một đời, bởi vì "một con én không tạo nên mùa xuân". Do đó, định nghĩa được đưa ra là:
Sự tốt đẹp của nhân loại là kết quả của những thực hành chủ động của linh hồn trong sự tương hợp với những đức tính tự tại (cá nhân, hồn nhiên), hoặc nếu tương tác với vạn đức của nhân loại hay cộng đồng (tiềm thức cộng đồng), có khả năng thích nghi và phát huy những đức tính tốt đẹp và hoàn hảo nhất trong số chúng. Hơn nữa, để hạnh phúc một đời, một cánh én chẳng thể tạo nên mùa xuân.
Và bởi vì hạnh phúc được mô tả như một công việc hay chức năng của con người, cũng như phép so sánh người chơi nhạc nghiêm túc và người chơi nhạc cho khuây khỏa, người sống tốt và đẹp theo cách hợp lý và đạo đức chủ động là một người "nghiêm túc" (spoudaios).
Aristotle trích dẫn một "ví dụ cổ đại về hạnh phúc được nhiều triết gia đồng tình". Theo ý kiến này, những điều tốt đẹp liên quan đến tâm hồn là những thứ chiếm phần lớn quyền làm chủ mọi hoạt động và nhận thức về cái tốt đẹp khi những cái tốt đẹp này đi qua cơ thể hoặc vật thể khác. Aristotle nói rằng đức hạnh, sự phán đoán, trí tuệ, niềm vui, tất cả đều gắn liền với hạnh phúc. Và rằng hạnh phúc tồn tại một mối liên hệ sâu sắc với cả sự phong phú bên ngoài.
Nếu hạnh phúc là đức hạnh, hoặc một đức tính nhất định, thì đó không thể chỉ là một điều kiện đạo đức trên văn bản, mà là phiên bản thực tiễn của đạo đức " trong công việc " bởi một con người. Như trong Thế vận hội Olympic cổ đại, "người chiến thắng không phải người khỏe nhất hay người được tung hô, mà là những người dám thi đấu". Và đức tính như vậy sẽ được coi là tốt, đẹp và dễ chịu, quả thực Aristotle khẳng định rằng ở hầu hết mọi người, những thú vui khác nhau mâu thuẫn với nhau trong khi "hỉ lạc của những người say mê với cái đẹp đến một cách tự nhiên và phù hợp với đức hạnh". Sự tốt đẹp bên ngoài cũng cần thiết trong một cuộc sống đạo đức, bởi vì một người thiếu những thứ như gia đình và bạn bè tốt sẽ cảm thấy khó có thể hạnh phúc.

### Các câu hỏi có thể được nêu ra về định nghĩa hạnh phúc
Trong các chương 9-12, Aristotle viết về một số phản biện hoặc câu hỏi có thể có đối với định nghĩa về hạnh phúc của ông.
- Đầu tiên, ông xem xét định nghĩa về hạnh phúc trong sự tương phản với câu hỏi của Socrate (ví dụ như trong Meno của Plato) về việc liệu hạnh phúc có thể là kết quả của việc học hay thói quen hay đào tạo, và về tỉ lệ đạt được trạng thái này là rất hiếm hay thông thường. Aristotle thừa nhận rằng điều này có thể đạt được thông qua một số cách học và sự chịu khó. Nhưng bất chấp cố gắng đến đâu, những trải nghiệm thần thánh nhất đều không thể đạt được một cách tuyệt đối,  "đối với những gì vĩ đại nhất và đẹp nhất diễn ra trong lý tưởng, thực tiễn đều thể hiện ra là những xung đột".[25]

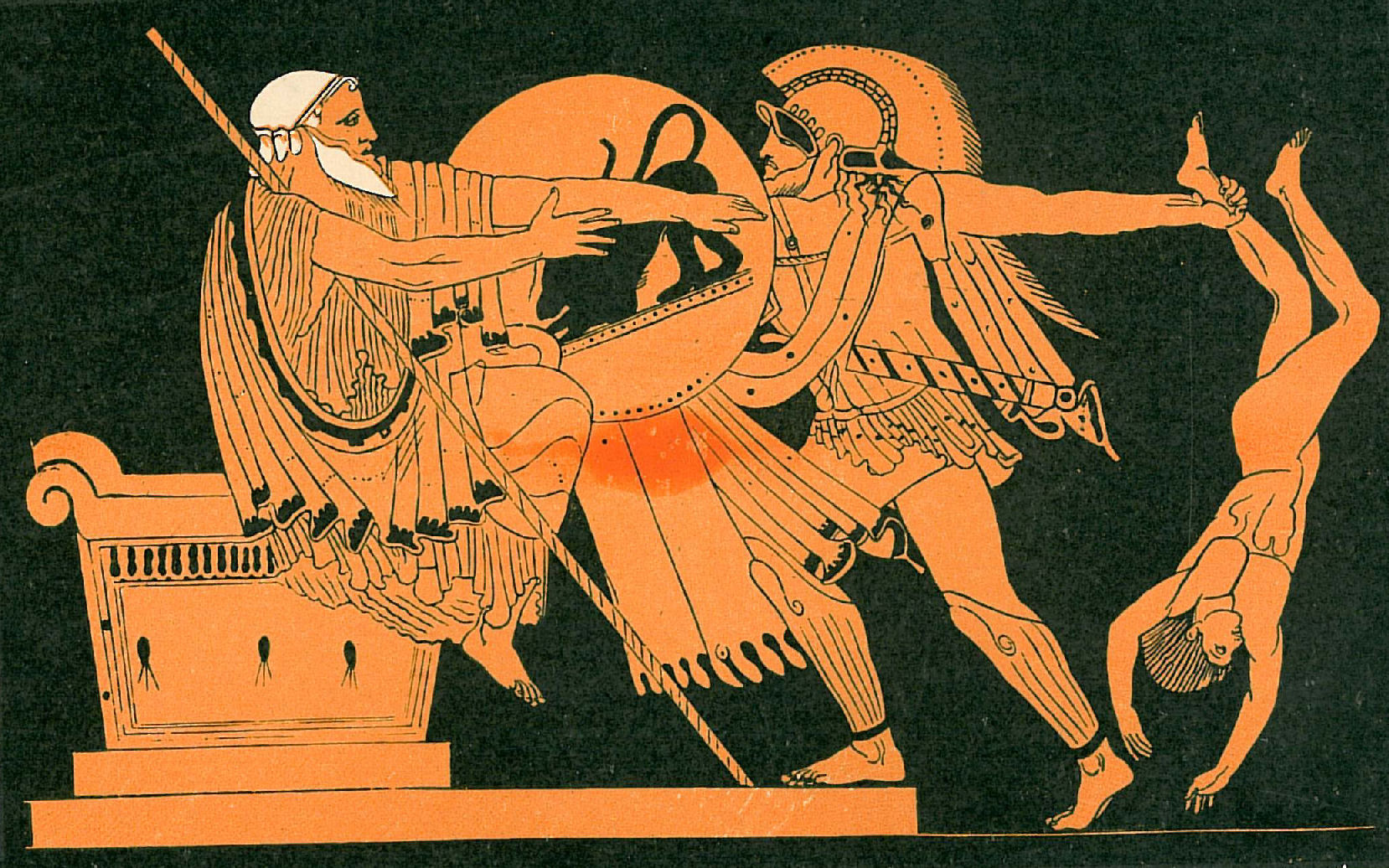
Neoptolemus giết Priam. Aristotle chấp nhận rằng sẽ là sai lầm khi gọi Priam không hạnh phúc chỉ vì những năm cuối đời của anh không hạnh phúc.

- Aristotle biện minh rằng hạnh phúc phải được xem xét trong cả cuộc đời bởi vì nếu không, Priam sẽ được định nghĩa là không hạnh phúc chỉ vì tuổi già không hạnh phúc.[26]
- Với sự quan trọng của xác suất đối với hạnh phúc, Aristotle lập luận rằng một người hạnh phúc trong công việc phù hợp với đức hạnh của anh ta thì "thực ra là đang chịu đựng bất hạnh bằng cách đẹp và hài hòa nhất trong mọi trường hợp". Chỉ trong trường hợp những bất hạnh liên tiếp xảy ra, cuộc đời được ban phúc mới có thể bị che mờ đi, nhưng "ngay cả trong những trường hợp này, một cái gì đó đẹp đẽ cuối cùng sẽ tỏa sáng".[27]
- Phát biểu ý kiến của ông về cách người cùng thời nói về hạnh phúc, Aristotle nói rằng "dường như nó quá vô cảm và trái với ý kiến của mọi người" khi cho rằng "vận may của con cháu và tất cả bạn bè của ai đó đều không ảnh hưởng gì cả". Nhưng ông nói rằng dường như nếu bất cứ điều gì xảy ra với người quá cố, dù tốt hay ngược lại, đó sẽ là một thứ gì đó nhẹ nhàng.[28]
- Một lần nữa chuyển sang thiên tính của hạnh phúc, Aristotle phân biệt đức hạnh và hạnh phúc và nói rằng với đức hạnh, mọi người "trở nên có khả năng thực hiện những hành động đẹp và đáng theo đuổi", trong khi hạnh phúc là một thứ quan trọng hơn, "mỗi người đều làm mọi thứ khác vì lợi ích của hạnh phúc, và con người coi nguồn gốc và nguyên nhân của hạnh phúc là sự tôn vinh và thiêng liêng sau cùng".[29]

1. ↑  Book II, chapter 2, 1103b ἐπεὶ οὖν ἡ παροῦσα πραγματεία οὐ θεωρίας ἕνεκά ἐστιν ὥσπερ αἱ ἄλλαι
2. ↑  For Bacon see for example Novum Organum.
3. ↑  Book I Chapters 3, 4, 6, 7. See below.
4. ↑  Kraut, Richard, "Aristotle's Ethics", The Stanford Encyclopedia of Philosophy (Summer 2014 Edition), Edward N. Zalta (ed.)
5. ↑  Book I, chapter 7 1098a
6. ↑  Book II, chapter 1, 1103b
7. ↑  Similarly, in Latin, the language of medieval European philosophy, the habits are mōrēs, giving us modern English words like "moral". Aristotle's term for virtue of character (ethikē aretē) is traditionally translated with the Latinate term "moral virtue". Latin virtus, is derived from the word vir meaning man, and became the traditional translation of Greek aretē.
8. ↑  Nicomachean Ethics "Greatness of soul is the first of four virtues that Aristotle will find to require the presence of all the virtues of character."
9. ↑  1123b at Perseus Project
10. ↑  1129b at Perseus Project
11. ↑  1144b at Perseus Project
12. ↑  1157a at Perseus Project
13. ↑  See for example Book 6 Chapter 13 for Aristotle on Socrates; and the Laches for Plato's Socrates on courage.
14. ↑  Book X, chapter 7 1177a, cf. 1170b, 1178b
15. ↑  Book I Chapter 3 1094b-1095a. Translation by Sachs.
16. ↑  Book I Chapter 6 1096a-1097b. Translation by Sachs.
17. ↑  Book I Chapter 1 1094a: "πᾶσα τέχνη καὶ πᾶσα μέθοδος, ὁμοίως δὲ πρᾶξίς τε καὶ προαίρεσις, ἀγαθοῦ τινὸς ἐφίεσθαι δοκεῖ".
18. ↑  Book I Chapter 2. Translation above by Sachs.
19. ↑  1094b. Translation by Rackham.
20. ↑  Book I Chapter 4 1095a-1095b.
21. ↑  Book I Chapter 5 1095b-1096a.
22. ↑  Book I Chapter 7 1097a-1098b
23. ↑  σπουδαίου δ᾽ ἀνδρὸς εὖ ταῦτα καὶ καλῶς. This can be contrasted with several translations, sometimes confusingly treating spoudaios as a simple word for "good" (normally agathos in Greek):-
24. ↑  Book I Chapter 8 1098b-1099b. Translations above by Sachs.
25. ↑  Book I Chapter 9 1099b-1100a. Translations above by Sachs.
26. ↑  Book I Chapter 9–10. Translations above by Sachs.
27. ↑  Book I Chapter 10 1100a-1101a. Translation above by Sachs.
28. ↑  Book I Chapter 11 1101a-1101b. Translation above by Sachs.
29. ↑  Book I Chapter 12 1101b-1102a. Translation above by Sachs.